# Кошенцин (гміна)
Гміна Кошенцин (пол. Gmina Koszęcin) — сільська гміна у південній Польщі. Належить до Люблінецького повіту Сілезького воєводства.
Станом на 31 грудня 2011 у гміні проживало 11767 осіб.

## Територія
Згідно з даними за 2007 рік площа гміни становила 128.54 км², у тому числі:
- орні землі: 41.00%
- ліси: 52.00%

Таким чином, площа гміни становить 15.63% площі повіту.

## Населення
Станом на 31 грудня 2011:
| Опис     | Загалом | Загалом | Чоловіки | Чоловіки | Жінки | Жінки |
| -------- | ------- | ------- | -------- | -------- | ----- | ----- |
| одиниця  | осіб    | %       | осіб     | %        | осіб  | %     |
| все      | 11767   | 100     | 5791     | 49.21    | 5976  | 50.79 |
| міське   | 0       | 100     | 0        |          | 0     |       |
| сільське | 11767   | 100     | 5791     | 49.21    | 5976  | 50.79 |

## Сусідні гміни
Гміна Кошенцин межує з такими гмінами: Боронув, Возьники, Герби, Калети, Кохановіце, Люблінець, Творуґ.